# 얀키
얀키(Yankie, 본명: 양준모, 1981년 7월 18일 ~ )은 대한민국의 힙합 래퍼이다. 종교는 천주교이며, 세례명은 '안드레'이다. 2002년에 중·고등학교 선배인 톱밥과 함께 TBNY라는 팀을 이루어 데뷔했다. 크루는 무브먼트 소속이다. 데뷔한 이후부터 활발한 피쳐링 활동을 벌이고 있다. 에픽하이와 친분이 깊어 20건이 넘는 피쳐링을 했으며, 페리스 힐튼의 파티에 초대받아 친분을 과시하기도 하였다.
2010년, 톱밥이 2wins (투윈스) 활동을 시작함에 따라서, TBNY의 활동이 중단된 상태에서 얀키는 2011년 2월 22일, 솔로 앨범을 발매했다.

## TBNY
- 2002년 12월 13일 - Prosac
- 2006년 4월 11일 - Masquerade
- 2008년 10월 7일 - HI (Side-A)

## 솔로
- 2011년 2월 22일 - 1집 Lost In Memories
- 2015년 5월 27일 - 2집 Andre

## 출연 작품

### 영화
| 연도 | 제목 | 역할             | 비고      |
| ---- | ---- | ---------------- | --------- |
| 2018 | 변산 | 2차 예선 래퍼 역 | 특별 출연 |

### TV
- 2020년 Mnet 《너희가 힙합을 아느냐》
- 2020년 Mnet 《Show Me The Money (시즌 10)》

## 참여곡
- CB 매스 - Massmatics - "Sunshine Seoul"
- T - Gemini - 〈MT (혁명)〉
- 에픽하이 - Map of the Human Soul - "Watch Ya Self"
- 에픽하이 - Map of the Human Soul - "유서"
- 에픽하이 - High Society - "High Skool"
- 에픽하이 - High Society - "Open M.I.C"
- Keeproots - Keepin‘ The Roots- 〈이보다 더〉
- 에픽하이 - Swan Songs - "Swan Songs"
- 에픽하이 - Black Swan Songs - "Swan Songs"
- 에픽하이 - Black Swan Songs - "Swan Songs (Pe2ny's Sweet Remix)"
- 다이나믹 듀오 -  Taxi Driver - "My World"
- 에픽하이 - Remapping the Human Soul - "Mr. Doctor"
- 에픽하이 - Remapping the Human Soul - "Still Life"
- 프라이머리 & 마일드 비스트 - Back Again - "Wake Up Pt.1"
- 랍티미스트 - Mind-Expander - "D.A.R.K"
- 도끼 - THUNDERGROUND MUSIK - "Thunderground Movement Pt.1"
- 에픽하이 - Pieces, Part One - "The Future"
- 에픽하이 - Pieces, Part One - "Eight by Eight"
- 테크니컬러 - The Brilliant Future - "Dance Dance Dance"
- 비즈니즈 - Suga Luv - "Good Music"
- 에픽하이 - 魂: Map The Soul - "8 by 8 part2"
- 에픽하이 X 플래닛 쉬버 - Remixing the Human Soul - "Back to the Future"
- 에픽하이 X 플래닛 쉬버 - Remixing the Human Soul - "High Skool Dropout"
- 에픽하이 - [e] - "High Skool Dropout(반항하지 마)"
- 플래닛 쉬버 - Momentum - "Momentum (Da Planet Shiva mix)"
- 에픽하이 - Epilogue - 〈비늘〉
- 데프콘 - MACHO MUSEUM - 〈그녀는 낙태중〉
- 더블 케이 - Ink Music - "Tragedy"
- 슈프림팀 - Spin Off (Repackage) - 〈뭐!?〉
- 뉴올리언스 - Mission 2 - "Echo"
- Dok2&Double K - Flow 2 Flow - "힙합 (Anthem Ver.)"
- 타블로 - 열꽃 - "고마운 숨"
- 프라이머리 - "요지경"
- 에픽하이 - "420"
- 에픽하이 - "부르즈 할리파"
- 개코 - "복수의 칼 2"
- 프라이머리 - "Just Like U (Feat. 제시)"
- 방탄소년단 - "Tony Montana"

## 가족 사항
크러쉬와 사촌 관계이다.